# Quebradillas
Quebradillas es un municipio del Estado Libre Asociado de Puerto Rico. Quebradillas está dividido en 8 barrios, siendo Quebradillas Pueblo el centro administrativo y principal pueblo del municipio. 
Sus límites geográficos son la costa norte con el océano Atlántico, al este con Camuy, al sur con San Sebastián y al oeste con Isabela.

## Datos históricos
Un grupo de vecinos del antiguo Hato de la Tuna, deseando no depender del pueblo de Camuy, por no recibir los servicios que deseaban, decidieron separarse de aquel pueblo. Organizaron una corporación que se conocía como Corporación Municipal. Seleccionaron a las siguientes personas: Felipe Ruis, a quien nombraron alcalde; a Cristóbal González, José Padín, Eusebio Jiménez y Pedro Lorenzo, a quienes nombraron regidores; síndico  procurador a Francisco Antonio Bravo y como secretario a Tomás Villanueva de los Ríos. 
Felipe Ruis fue el que más interés se tomó por la fundación, hasta el extremo de ceder 9 cuerdas de terreno de su propiedad para levantar la Iglesia y la Casa del Rey. En el año 1823 Quebradillas se independizó. Ya para el 1824 existía la Casa del Rey. La Iglesia se terminó en el año 1828 y fue su primer Párroco el Reverendo Padre Manuel Valdez. Esta Iglesia se encuentra entre las más espaciosas y lleva por nombre del santo patrón San Rafael Arcángel.

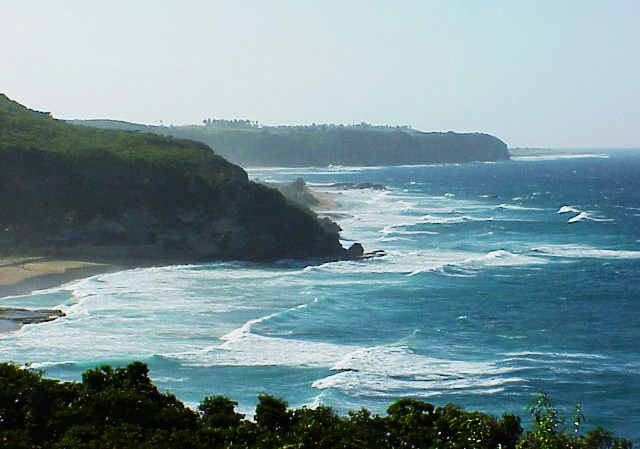
Costa de Quebradillas

A pesar de los deseos de sus pobladores de que Quebradillas subsistiera como pueblo dependiente, fue muy difícil lograr esto en sus comienzos. Se habló de fusionarlo a otros pueblos y, aunque por algún tiempo no se hizo, ya para el 1902 esto fue una realidad porque la Asamblea Legislativa de Puerto Rico aprobó una «Ley para la consolidación de ciertos términos municipales de Puerto Rico». De acuerdo con la primera sección de esta Ley, el pueblo de Quebradillas, así como otros pueblos, sería suprimido como municipio y su territorio y empleados serían anexados al pueblo de Camuy. Así permaneció hasta 1905, año en que la Legislatura de Puerto Rico aprueba una Ley revocando la anterior y, de esta manera, se reorganiza Quebradillas y se constituye nuevamente en Municipio independiente, con los límites de antes y con la misma organización territorial.
De los tres pueblos que se fundaron en La Tuna, Quebradillas es el menor en extensión territorial, con un área superficial de 15,191.86 cuerdas. Sus límites territoriales están comprendidos entre Camuy, San Sebastián, Isabela y el Océano Atlántico, que los bordea a todo lo largo de la costa norte hasta sus límites con Isabela en la desembocadura del Río Guajataca.
Entre 1903 y 1908 se completó el trazado de la vía férrea entre San Juan a Ponce del Ferrocarril de Circunvalación de Puerto Rico que atravesaba Quebradillas con la erección de un puente sobre Quebradas en Isabela y Quebradillas y el impresionante viaducto de caballetes a base de vigas en acero cruzando el cañón del Río Guajataca y sus dos túneles de acceso.

### Barrios
- Cacao
- Charcas
- Cocos
- Guajataca
- Quebradillas, pueblo
- San Antonio
- San José
- Terranova

## Trasfondo económico
En la década del 1990 fue la desaparición de las exenciones contributivas a las corporaciones privadas Sección 936 del código de rentas internas, lo que resultó en el cierre de una de las mayores manufactureras de textiles en el área noroeste de la isla. Este decaimiento de la industria de la aguja ocurrió similarmente en ciudades limítrofes como Isabela, Camuy y Aguada, lo cual generó un gran debilitamiento económico para una región cuyos habitantes dependían de estos empleos. Además en áreas limítrofes observábamos el advenimiento de las llamadas megatiendas y nuevos centros comerciales que acabaron atrayendo empleos hacia estas regiones, específicamente ciudades como Hatillo, Mayagüez, y  Aguadilla.

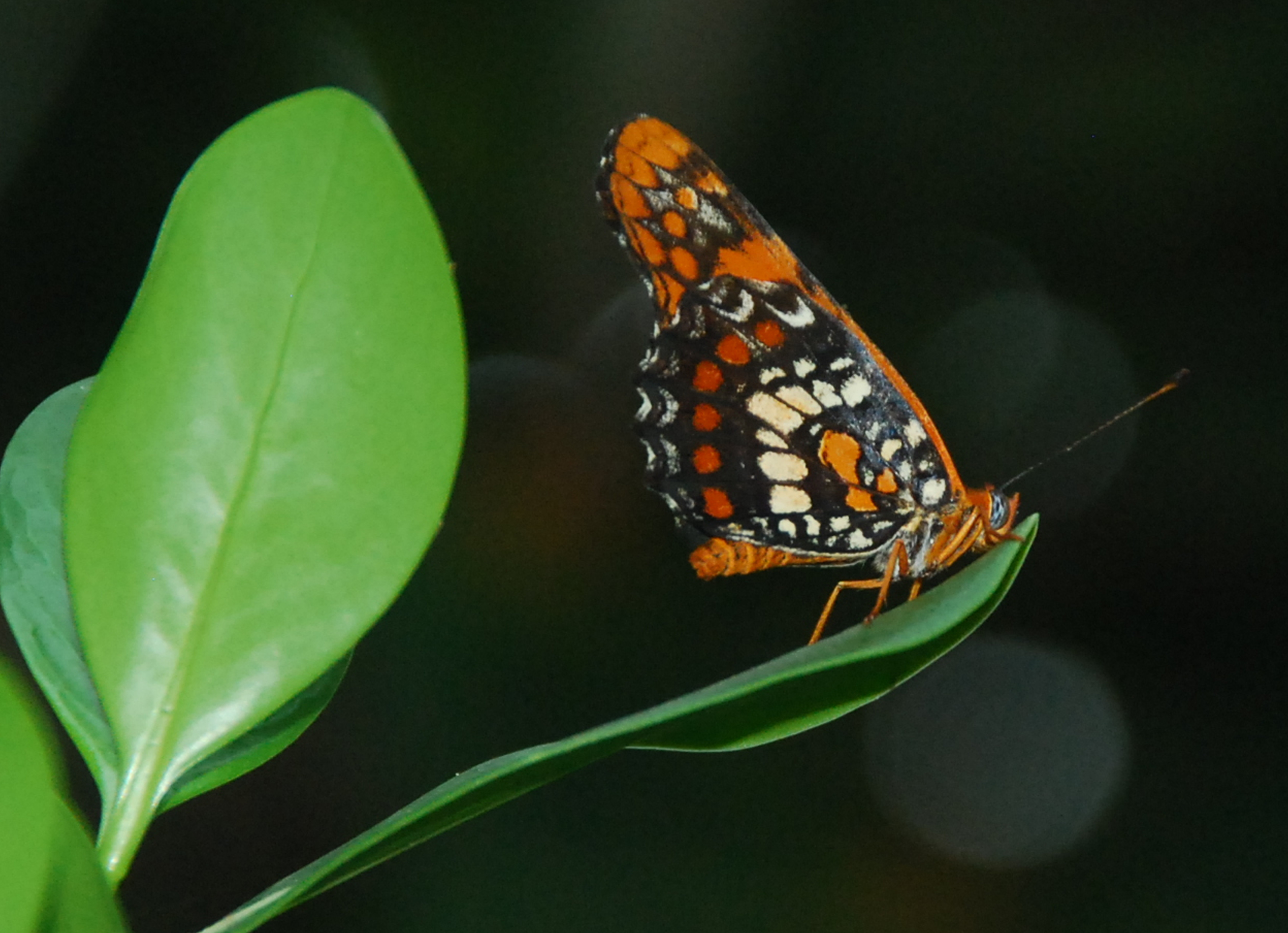
Especie rara de una Mariposa arlequín de Puerto Rico (Quebradillana)

A su vez, como la Isla carece de medios de transporte público masivo, estudiantes y trabajadores recurren al automóvil privado como medio de transportación por la única vía que da acceso a las ciudades importantes, la PR 2, la cual se mantiene congestionada la mayor parte del día.
El pueblo posee dos túneles que a principios del siglo XX eran utilizados por un tren de vapor que recorría la Isla. La desaparición del mismo es considerado como uno de los hechos más irónicos de la historia moderna de Puerto Rico, puesto que eran vías muy extensas y construidas a través de escarpado terrenos y de gran utilidad, que hoy su ausencia solo encarece más la vida por la dependencia para la transportación vía camión.
La economía, ya entrado el siglo XXI, está basada en la venta al detalle. Gran cantidad de negocios pequeños están apostados en las dos principales vías que cruzan Quebradillas, sobre todo de ferretería liviana, las panaderías, los restaurantes costeros, los de comida rápida y los talleres de servicio automotriz. Además existen varios bancos y cooperativas de ahorro y crédito.
Las cooperativas de ahorro y crédito son notables por su introspección en actividades culturales y comunitarias con participación en festivales de música típica como el Festival del Güiro en diciembre, las actividades deportivas y las educativas.

## Cultura
El Acervo cultural Quebradillano 

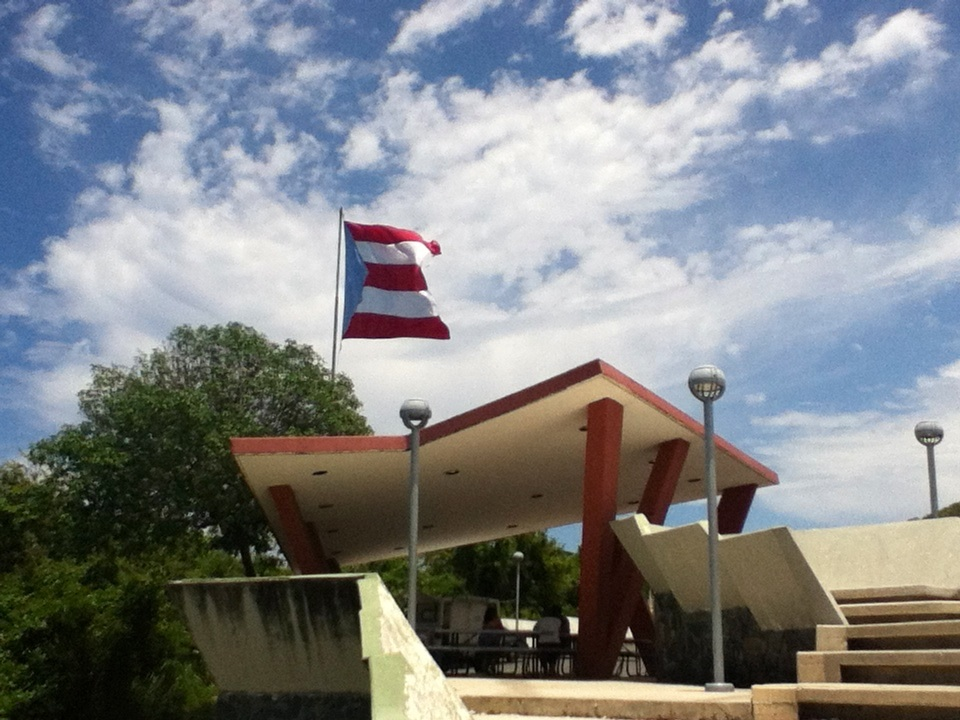
Miradero Guajataca

El movimiento cultural quebradillano posee amplia influencia de la época colonial española. El pueblo es cuna de gran número de talladores de santos y de imaginería religiosa. Pintores y poetas diversos quedan inmortalizados y su arte perenne en el único organismo que conserva el acervo cultural quebradillano, que es la Casa de la Cultura Cacique Mabodamaca. La Casa tiene ubicada una sala de exhibiciones con piezas de pintores como Luis Hernández Saavedra y Luis Cajigas. 
Además existe una asociación que se dedica a conservar la obra de quien quizás fuera el máximo exponente de la poesía quebradillana, Manuel Ramos Hernández. La escuela Superior Manuel Ramos Hernández lleva el nombre del insigne poeta y en la biblioteca escolar se encuentra su busto de madera. 
Por lo regular en las escuelas se enseñan las biografías de los personajes por los cuales la escuela lleva el nombre (i.e. Luis Muñoz Rivera), se enseña el himno, escudo y bandera y nombre de los barrios, que es la división geográfica del municipio en la toponimia puertorriqueña, a diferencia de otras localidades en Estados Unidos donde las escuelas llevan letras y números o nombres de presidentes.
 El Carnaval del Guajataca 
Desde principios de la década del 1980 hasta el año 2009 se celebró para el último fin de semana de enero el Carnaval del Guajataca comenzando jueves, aunque en ocasiones era en el primer fin de semana de febrero. Esta actividad, organizada por el Club de Rotarios, era una de las celebraciones más vistosas del pueblo. 
Existía una fuerte tradición y competencia para la elección del Rey Momo y de la Reina del Carnaval. La elección del rey nomo era por votación secreta y se desconocía hasta el último día del Carnaval, de hecho el Rey desfilaba con una máscara para no ser reconocido. 
La elegida reina era vista en carteles con su imagen en todos los comercios y su nombre era precedido por la sigla S. M. [Su Majestad]. Los carteles se colocaban en las diversas vitrinas de la ciudad con adornos alegóricos haciendo anuncio oficial de las festividades. 
El domingo desfilaba con un vistoso traje por las calles y una elegante ceremonia de coronación junto con música y un gran séquito compuesto de princesas y heraldos.
Además para conmemorar las actividades pintores y artistas plásticos del patio preparaban serigrafías y carteles alegóricos a la ceremonia los cuales se convirtieron incluso en piezas artísticas coleccionadas por fanáticos de la pintura criolla.
En el carnaval desfilaban carrozas de toda la Isla. Las carrozas se comenzaban a alinear desde la salida del pueblo la mañana del domingo. También asistían al desfile sinnúmero de bandas musicales y los tradicionales vejigantes de Hatillo, que luego de participar en el festival de la vecina ciudad el 28 de diciembre día de inocentes también participaban luciendo extravagantes disfraces de tela o plástico fruncido con vistosos sombreros. Los motivos de las carrozas eran muy varios, desde jardines de flores hasta casas típicas del Puerto Rico del siglo XIX. En el evento también se presentaban reinas de otros carnavales, debutaban modelos y se amenizaba con artistas musicales, sobre todo de merengueros y salseros, cuando en estos años ambos géneros alcanzaron la mayor popularidad en los medios.

### Arquitectura
Los lugares con mayor significado histórico, son los túneles en la ribera del Río Guajataca, uno en la playa y otro un kilómetro río adentro, el paseo Linares junto a la plaza de recreo y la Iglesia San Rafael Arcángel,
la playa Puerto Hermina, donde yacen las ruinas de una antigua casa de piedra y una escultura en piedra, La Cara del Indio.

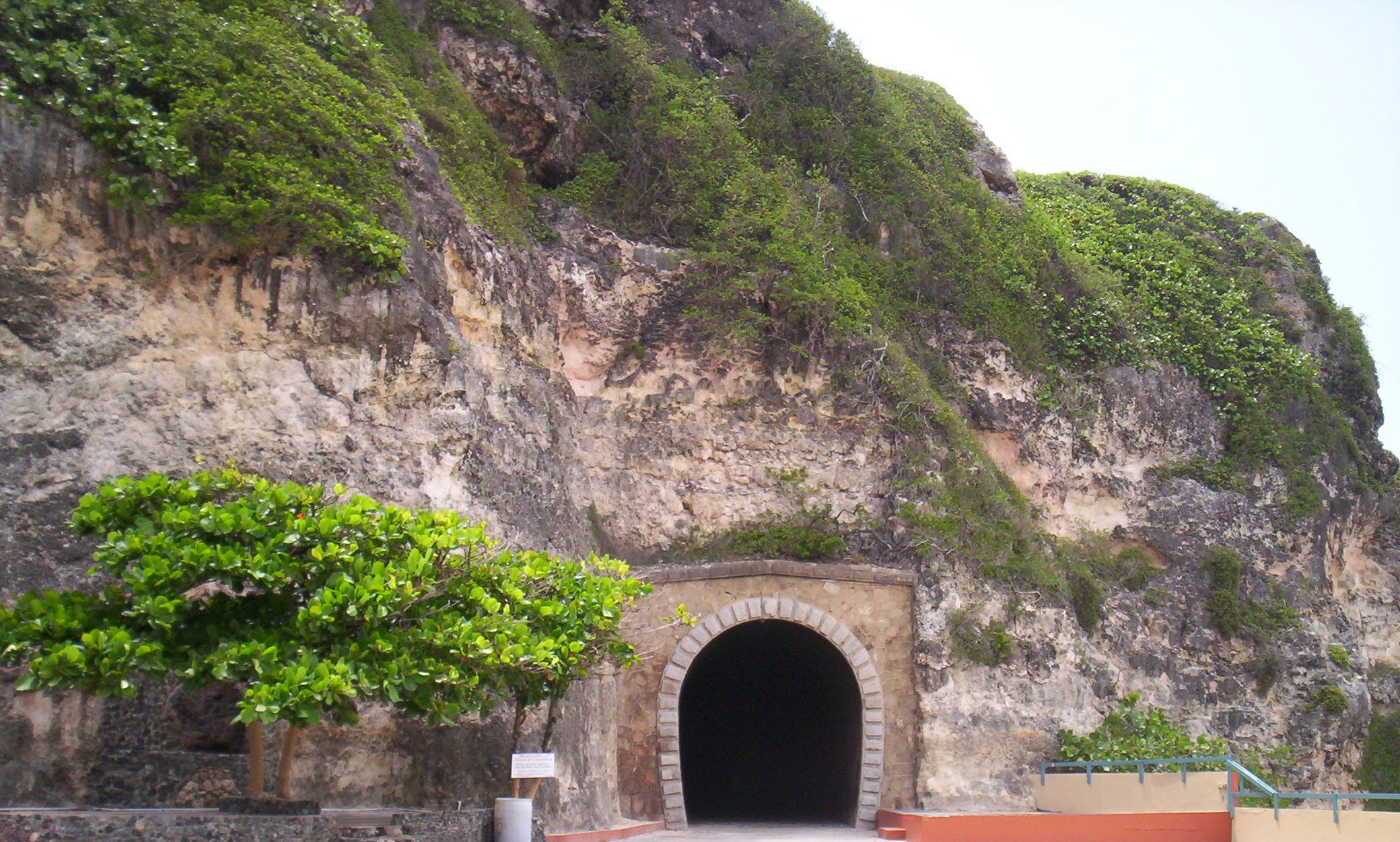
Túnel de Guajataca considerado de Isabela

Su arquitectura es muy sencilla. No existen monumentos históricos ni museos. Vale mencionar las contadas estructuras, de principios de siglo XX, que no fueron demolidas a principios de los 90 en el Paseo Linares y el teatro Liberty en la calle Rafols.
Con más valor arquitectónico sí cabe mencionar la renombrada Iglesia San Rafael, de la cual destacan sus torres de altura distinta, su techo adornado con cruces de malta y su alta nave a dos aguas.
También se impone el templo de la Iglesia Redimidos, una estructura de tres pisos, en hormigón con un estilo similar a las estructuras en hormigón contemporáneas en Puerto Rico que prefieren las estructuras rectangulares y con líneas rectas, en una especie de "cubismo urbano".
Muchos de los restaurantes y barras tienen decoración alegórica al cognomento de "los piratas" y muchos de los que sirven comida típica en el centro del pueblo todavía tienen en sus paredes diversas fotografías y recuerdos de la época de oro del baloncesto quebradillano, en la década del 1970.

### Deportes
La historia de Quebradillas en las últimas décadas del siglo XX estuvo marcada por gran orgullo deportivo cuando en los años 1970 el equipo local de los Piratas de Quebradillas, obtuvo la victoria de cuatro campeonatos de la Liga de Baloncesto Superior Nacional. Luego, a principios de la década del 2000, el equipo por primera vez obtuvo un segundo lugar en la serie final, lo cual le sumó más entusiasmo a los fanáticos locales y a la idolatría de sus jugadores, pero el equipo terminó disolviéndose por problemas económicos, sin dejar a un lado las condiciones tan incómodas de la Cancha bajo techo Pedro Hernández, hogar del equipo «leyenda» de baloncesto por décadas. 
Luego en el 2009, el gran equipo local vuelve con el nuevo Coliseo Raymond Dalmau, nuevos jugadores y más fanáticos, no solo en Quebradillas, sino, en todo Puerto Rico. En ese año en el que regresaron los Piratas- ganaron el título de subcampeones. En el año 2013 obtienen su quinto campeonato contra Los Leones de Ponce y en el año 2017 vuelven a la final ganando su sexto campeonato contra sus rivales más cercanos, y rivalidad deportiva más grande en el norte, los Capitanes de Arecibo. 
Ligas jueveniles de béisbol, baloncesto y vólibol son muy comunes y usualmente participan en el nivel estatal, aunque no profesionalmente. También Quebradillas es muy destacado en el Baloncesto por los equipos juveniles de sus escuelas Pedro Albizu Campos y Manuel Ramos Hernández.
En el fondismo, se destaca el famoso Maratón de San Valentín, a celebrarse anualmente en San Antonio, y consiste de una vuelta a la comarca de cinco millas. Este evento se celebra el domingo más próximo al 14 de febrero y en él se presentan fondistas de alta calidad de toda la Isla y también de la localidad.

## Símbolos

### Bandera
Nuestra bandera, parte exterior de nuestro escudo, forma parte de nuestros blasones. Como toda bandera, es un símbolo; un símbolo que nos mantiene atados a este pedazo de tierra puertorriqueña. Clavada al suelo o al tope del asta, la desplegamos para decidir que estamos en pie, que estamos enhiestos. Todos unidos con lazos fraternales y atentes al porvenir.
Dos de sus paños son rojos. El rojo significa lucha, esfuerzo y sacrificio. Los otros dos paños lucen cada uno cinco franjas. Tres verdes y dos blancas y similares a las que aparecen en el escudo, con el mismo valor y significado. Bandera que siempre embolaremos sobre el árbol de nuestro corazón.

### Escudo
Nuestro escudo es de factura reciente. Aparece a principios del año 1976. Los blasones [dones, atributos, honores, glorias] de los que estamos orgullosos, han estado en nuestro corazón desde que nuestros progenitores afirmaron sus pies en este apacible y bello rincón de San Rafael de las Quebradillas.

### Himno
Autor: Guillermo Venegas Lloveras

«De lejos canto, porque anhela el corazón
cantarle a este rincón que no se olvida.
De lejos canto, mi más sentida canción,
que llena de recuerdos nuestras vidas.
Hay que ver cómo de noche
la Luna va castigando el palmar,
y con látigos de plata
va azotando inútilmente el mar.
Y se ven maravillosos
como duendes en retozo,
los destellos intranquilos
en el límpido cristal.
¡Noche!, sutil maravilla
yo vi en Quebradillas
la noche más linda
que pude soñar.
Cálida, salpicada de estrellas,
romance y querellas,
canciones que tienen sabor tropical.»

## Atracciones
- Área Recreativa Pedro A
- Mini Golf la Guarida del Pirata
- Los "chorritos" piratas (parqué acuático)[5]

## Patrimonio
- Puerto Hermina[6]
- Área de acampar "El Soberao"
- Zona Turística, Playa del Guajataca, Terranova
- Miradero Gujataca

- Parroquia de San Rafael Arcángel, Pueblo
- Capilla de Ntra. Sra. de Guadalupe, Terranova
- Capilla de San Antonio de Padua, San Antonio

- Capilla de Ntra. Sra. de Monserrate, San Antonio
- Parroquia del Sagrado Corazón de Jesús, Los Cocos
- Redimidos de Cristo, Terranova